# カメレオンツイスト2
カメレオンツイスト2は日本システムサプライより1998年12月25日に発売されたNINTENDO 64用アクションゲームである。

## 概要
前年に発売された『カメレオンツイスト』の続編。デイビーたちの体のデザインが変わり、新たに壁に舌を張り付かせる・傘をさして空中を浮く・横に突き出た棒を舌に巻きつかせての大車輪を身につけた。今回はステージ中にあるコインを集めることで新しいコスチュームに着替えるという項目がセレクトに加わった。

## ストーリー
いつものようにジャングルで平和に暮らすデイビーたち。デイビーたちがシーソーで遊んでいる時に空からおしゃれウサギがシーソーの上に落ちてきた途端、デイビーたちは空高く飛ばされてしまった。たどり着いたのは今までの世界とはまた見知らぬ世界、こうしてデイビーたちの新しい旅が始まった。

## 登場キャラクター
デイビー
ジャック
フレッド
リンダ
おしゃれウサギ

## ステージ紹介
スカイランド
デイビーたちが最初に冒険することになる空に浮かんだステージ。後半からは雲の中を冒険する。
カーニバルランド
遊園地に開催された祭りを舞台としたステージ。後半からはサーカスの中に入り城の頂上を目指すことになる。
アイスランド
雪山と氷山を冒険するステージ。雪と氷に包まれただけであって足場が滑りやすい。前半と後半の間では、アイスホッケーが開催されていて、相手側のゴールに入れば後半に突入することができる。
グレートエドランド
江戸時代の街並みを舞台とした大江戸ステージ。後半からは城に入り込み、城内を冒険することになる。
トイランド
玩具箱をひっくり返したようなステージ。クレーンゲームのクレーンに乗って後半に突入することができる。
ピラミッドランド
砂漠に建てられたピラミッドを冒険する最後のステージ。後半からはピラミッドの内部を冒険することになる。

## 敵キャラクター

### 雑魚キャラクター
スカイランド
- てんとう虫
- 雨のしずく
- ひまわり
- ミツバチ

カーニバルランド
- ソフトクリーム
- ポテトキャノン
- ポップコーンカート
- オクタキッズ
- ハンバーガー
- ドーナッツバード

アイスランド
- ペンギン
- シャチ
- カーリングストーン
- アイスノオトシゴ

グレートエドランド
- 足軽将棋（あしがるしょうぎ）
- 新撰鼠（しんせんねずみ）
- 鬼ダルマ
- 鬼火
- 忍者

トイランド
- ピコピコハンマー
- スーパーボール
- チェスのコマ

ピラミッドランド
- コウモリ
- サソリ
- ゴーストマミー

### ボスキャラクター
ダンスマッシュ
スカイランドに待ち構えているキノコ。マラカスを鳴らしながらチビキノコを出して攻撃してくる。
Mr.バーガー
カーニバルランドの城の頂上にいるハンバーガー。中の具（トマトやハンバーグなど）をとばして攻撃してくる。
トドタンク
アイスランドの氷山の奥深くに潜んでいるトド。頭についているドリルで突進してくる。
トノサマガエル
グレートエドランドの城内にいるカエル。水中を泳いで舌を出して攻撃してくる。
グレートロボ
トイランドにいる巨大ロボット。大きな腕を振り回しながら攻撃してくる。
スフィンクス
ピラミッドランドのピラミッドの奥に住んでいるスフィンクス。本作のラストボスである。三つの床の上に乗っていてワープしながら色とりどりの炎を吹いて攻撃してくる。